# Canolo
Canolo község (comune) Calabria régiójában, Reggio Calabria megyében.

## Fekvése
A település az Aspromonte Nemzeti Park területén fekszik a Novito és Pachina folyók által szabdalt kanyonvölgyben, a Monte Mutolo lábainál. Határai: Agnana Calabra, Cittanova, Gerace, Mammola és San Giorgio Morgeto.

## Története
A település elnevezése a görög kavalósz szóból ered, amelynek jelentése csatorna (latinul canalis). A települést 952 után alapították a közeli Gerace szaracén támadások elől menekülő lakosai. A 11. században a normann Szicíliai Királyság része lett. A középkorban nápolyi nemesi családok birtoka volt. Korabeli épületeinek nagy része az 1783-as calabriai földrengésben elpusztult. 1811-től, amikor Joachim Murat felszámolta a feudalizmust a Nápolyi Királyságban, Agnana része lett. 1941-től önálló község.

## Népessége
A népesség számának alakulása:

## Főbb látnivalói
- az 1753-ban épült San Nicola di Bari-templom
- a 17. századi Palazzo La Rossa
- a Madonna di Prestarona-szentély
- a Madonna delle Nevi-templom